# Bangladesh Tri-Nation Series 2019/20
Die Bangladesh Tri-Nation Series 2019/20 ist ein Drei-Nationen-Turnier, das vom 11. bis zum 24. September 2019 in Bangladesch im Twenty20-Cricket ausgetragen wird. Bei dem zur internationalen Cricket-Saison 2019/20 gehörenden Turnier nehmen neben dem Gastgeber die Mannschaften aus Afghanistan und Simbabwe teil.

## Vorgeschichte
Afghanistan bestritt zuvor in Bangladesch einen Test, den Afghanistan gewinnen konnte. Für Simbabwe war es die erste Tour der Saison.

## Format
In einer Vorrunde spielt jede Mannschaft gegen jede zwei Mal. Für einen Sieg gibt es zwei, für ein Unentschieden oder No Result einen Punkt. Die beiden Gruppenersten qualifizieren sich für das Finale und spielen dort um den Turniersieg.

## Stadion
Die folgenden Stadien wurden für die Tour als Austragungsort vorgesehen.
| Stadion                                | Stadt      | Kapazität | Spiele                |
| -------------------------------------- | ---------- | --------- | --------------------- |
| Zohur Ahmed Chowdhury Stadium          | Chittagong | 22.000    | 4. – 6. Spiel         |
| Sher-e-Bangla National Cricket Stadium | Dhaka      | 26.000    | 1. – 3. Spiel; Finale |

## Kaderlisten
Afghanistan genannte seinen Kader am 20. August. Bangladesch benannte seinen Kader am 9. September 2019.
| ODI | ODI | ODI |
| Bangladesch | Afghanistan | Simbabwe |
| --- | --- | --- |
| - Shakib Al Hasan (K) - Yeasin Arafat - Liton Das - Mahedi Hasan - Afif Hossain - Mosaddek Hossain - Taijul Islam - Mahmudullah - Mushfiqur Rahim (wk) - Mustafizur Rahman - Sabbir Rahman - Mohammad Saifuddin - Soumya Sarkar | - Rashid Khan (K) - Asghar Afghan (VK) - Fareed Ahmad - Sharafuddin Ashraf - Rahmanullah Gurbaz (wk) - Karim Janat - Mohammad Nabi - Gulbadin Naib - Fazal Niazai - Shafiqullah (wk) - Shahidullah - Najeeb Tarakai - Naveen-ul-Haq - Mujeeb Ur Rahman - Dawlat Zadran - Najibullah Zadran - Hazratullah Zazai | - Hamilton Masakadza (K) - Ryan Burl - Regis Chakabva - Tendai Chatara - Craig Ervine - Kyle Jarvis - Neville Madziva - Timycen Maruma - Christopher Mpofu - Tony Munyonga - Richmond Mutumbami - Tinotenda Mutombodzi - Ainsley Ndlovu - Brendan Taylor (wk) - Sean Williams |

## Tour Matches
| 13. September Scorecard | Fatullah | Bangladesch Cricket Board XI 142-7 (20) | – | Zimbabweans 144-3 (17.2) |
|                         |          | Zimbabweans gewinnt mit 7 Wickets       |   |                          |

### Test Bangladesch gegen Afghanistan

#### Kaderlisten
Afghanistan genannte seinen Kader am 20. August. Bangladesch benannte seinen Kader am 30. August 2019.
| Test | Test |
| Bangladesch | Afghanistan |
| --- | --- |
| - Shakib Al Hasan (K) - Mahmudullah (VK) - Taskin Ahmed - Litton Das (wk) - Mominul Haque - Mehedi Hasan - Nayeem Hasan - Ebadot Hossain - Mosaddek Hossain - Shadman Islam - Taijul Islam - Abu Jayed - Mohammad Mithun - Mushfiqur Rahim (wk) - Soumya Sarkar | - Rashid Khan (K) - Asghar Afghan (VK) - Qais Ahmad - Javed Ahmadi - Yamin Ahmadzai - Ikram Alikhil (wk) - Ihsanullah - Zahir Khan - Mohammad Nabi - Rahmat Shah - Hashmatullah Shahidi - Sayed Shirzad - Ibrahim Zadran - Shapoor Zadran - Afsar Zazai (wk) |

#### Test in Chittagong
| 5. – 9. September Scorecard | Chittagong | Afghanistan 342 (117) & 260 (90.1) | – | Bangladesch 205 (70.5) & 173 (61.4) |
|                             |            | Afghanistan gewinnt mit 224 Runs   |   |                                     |

## Spiele

### Vorrunde
Tabelle
| Teams       | Sp. | S | N | U | R | NR | Punkte | NRR    |
| ----------- | --- | - | - | - | - | -- | ------ | ------ |
| Bangladesch | 4   | 3 | 1 | 0 | 0 | 0  | 6      | +0.378 |
| Afghanistan | 4   | 2 | 2 | 0 | 0 | 0  | 4      | +0.493 |
| Simbabwe    | 4   | 1 | 3 | 0 | 0 | 0  | 2      | −0.885 |

Sieg: 2 Punkte; Remis: 1 Punkte
Spiele
| 13. September Scorecard | Dhaka | Simbabwe 144-5 (18/18)            | – | Bangladesch 148-7 (17.4/18) |
|                         |       | Bangladesch gewinnt mit 3 Wickets |   |                             |

| 14. September Scorecard | Dhaka | Afghanistan 197-5 (20)          | – | Simbabwe 169-7 (20) |
|                         |       | Afghanistan gewinnt mit 28 Runs |   |                     |

| 15. September Scorecard | Dhaka | Afghanistan 164-6 (20)          | – | Bangladesch 139 (19.5) |
|                         |       | Afghanistan gewinnt mit 25 Runs |   |                        |

| 18. September Scorecard | Chittagong | Bangladesch 175-7 (20)          | – | Simbabwe 136 (20) |
|                         |            | Bangladesch gewinnt mit 39 Runs |   |                   |

| 20. September Scorecard | Chittagong | Afghanistan 155-8 (20)         | – | Simbabwe 156-3 (19.3) |
|                         |            | Simbabwe gewinnt mit 7 Wickets |   |                       |

| 21. September Scorecard | Chittagong | Afghanistan 138-7 (20)         | – | Bangladesch 139-6 (19) |
|                         |            | Bangladesch gewinnt mit 4 Runs |   |                        |

### Finale
| 24. September Scorecard | Dhaka | Bangladesch | – | Afghanistan |
|                         |       | Abgesagt    |   |             |